# Kaleti
Kaleti (en georgiano: ქალეთი) o Kalet (en osetio: Калет) es una aldea que pertenece a la parcialmente reconocida República de Osetia del Sur, parte del distrito de Znaur, aunque de iure pertenece al municipio de Tighvi de la región de Iberia Interior de Georgia.

## Geografía
Kaleti se encuentra a orillas del río Zapadna Froni, a 7 km de Kornisi. 

## Historia
De 1922 a 1990, formó parte del distrito de Znaur del óblast autónomo de Osetia del Sur, siendo de mayoría osetia.
En la década de 1990, la aldea estuvo poblada principalmente por georgianos debido a la huida de los habitantes osetios hasta la guerra ruso-georgiana de agosto de 2008. La consecuencia de la guerra fue la huida de la población georgiana, con Kaleti pasando a las manos de la autoproclamada República de Osetia del Sur. De 1990 a 2006, formó parte del raión de Kareli y, desde 2006, forma parte del municipio de Tighva.  

## Demografía
La evolución demográfica de Kaleti entre 1916 y 1989 fue la siguiente:
| 186                                                      | 319 | 328 | 345 | 278 | 246 |
| (Fuente: Population of South Ossetia since Soviet times) |     |     |     |     |     |

Según el censo soviético de 1959, la mayoría de la población local eran osetios.  En los distintos censos, la composición étnica del pueblo es la siguiente:
|              | 1916      | 1916       | 1989      | 1989       |
| Grupo étnico | Población | Porcentaje | Población | Porcentaje |
| ------------ | --------- | ---------- | --------- | ---------- |
| Georgianos   | 123       | 66%        | 150       | 61%        |
| Osetios      | 63        | 34%        | 96        | 39%        |
| Total        | 186       | 100%       | 246       | 100%       |